# Аднан Аш-Шебат
Аднан Мохаммед Авад Аш-Шебат (араб. عوض عدنان; нар. 15 лютого 1973, Амман, Йорданія) — йорданський футболіст та тренер, захисник. Виступав за національної збірної Йорданії.

## Клубна кар'єра
Аднан аш-Шебат практично всю свою кар'єру, з невеликими перервами, провів в амманському клубі «Аль-Файсалі». За 16 сезонів став 9-кратним чемпіоном країни та 11-кратним володарем Кубка Йорданії.
У 1995-1996 роках Аш-Шебат, разом з двома товаришами по олімпійській збірній Йорданії Бадраном Аш-Шаграном та Анбаром Мазіни, грав у Росії за «КАМАЗ-Чалли», провів за основний склад клубу 6 матчів у чемпіонаті та 1 у Кубку Інтертото. У 2002 році Аш-Шебат виступав за бахрейнський «Аль-Мухаррак».

## Кар'єра в збірній
Має досвід виступу за молодіжну та олімпійську збірні Йорданії. З 1993 року протягом десяти років Аднан Аш-Шебат виступав за національну збірну Йорданії, брав участь у фінальних турнірах Арабських ігор, кубку арабських націй і чемпіонату Західної Азії. Всього за збірну країни зіграв 92 матчі.
22 серпня 2011 року було зіграно товариський матч між збірними Йорданії і Тунісу, який став прощальним матчем Аднана аш-Шебат. Після того, як Аднан відіграв перші 5 хвилин матчу, передав капітанську пов'язку своєму товаришу по збірній Башару Бані Ясіну, а також футболку з №5 своєму молодшому товаришу по збірній з «Аль-Фейсалі» Мохаммеду Муніру.. 
У складі збірної учасник наступних турнірів:
- Пан Арабські ігри 1997;
- Пан Арабські ігри 1999;
- Кубок арабських націй 1998;
- Кубок арабських націй 2002;
- Чемпіонат Федерації футболу Західної Азії 2000;
- Чемпіонат Федерації футболу Західної Азії 2002;

## Кар'єра тренера
З 2009 року тренував команду «Шихан», яка грала в одній з нижчих ліг Йорданії. З 2013 року очолював юнацьку збірну Йорданії (U-17).

## Сім'я
Батько — Мохаммед Авад (1939-2012), якого вважають одним з найкращих тренерів Йорданії за всю історію.